# Mårtenstorget

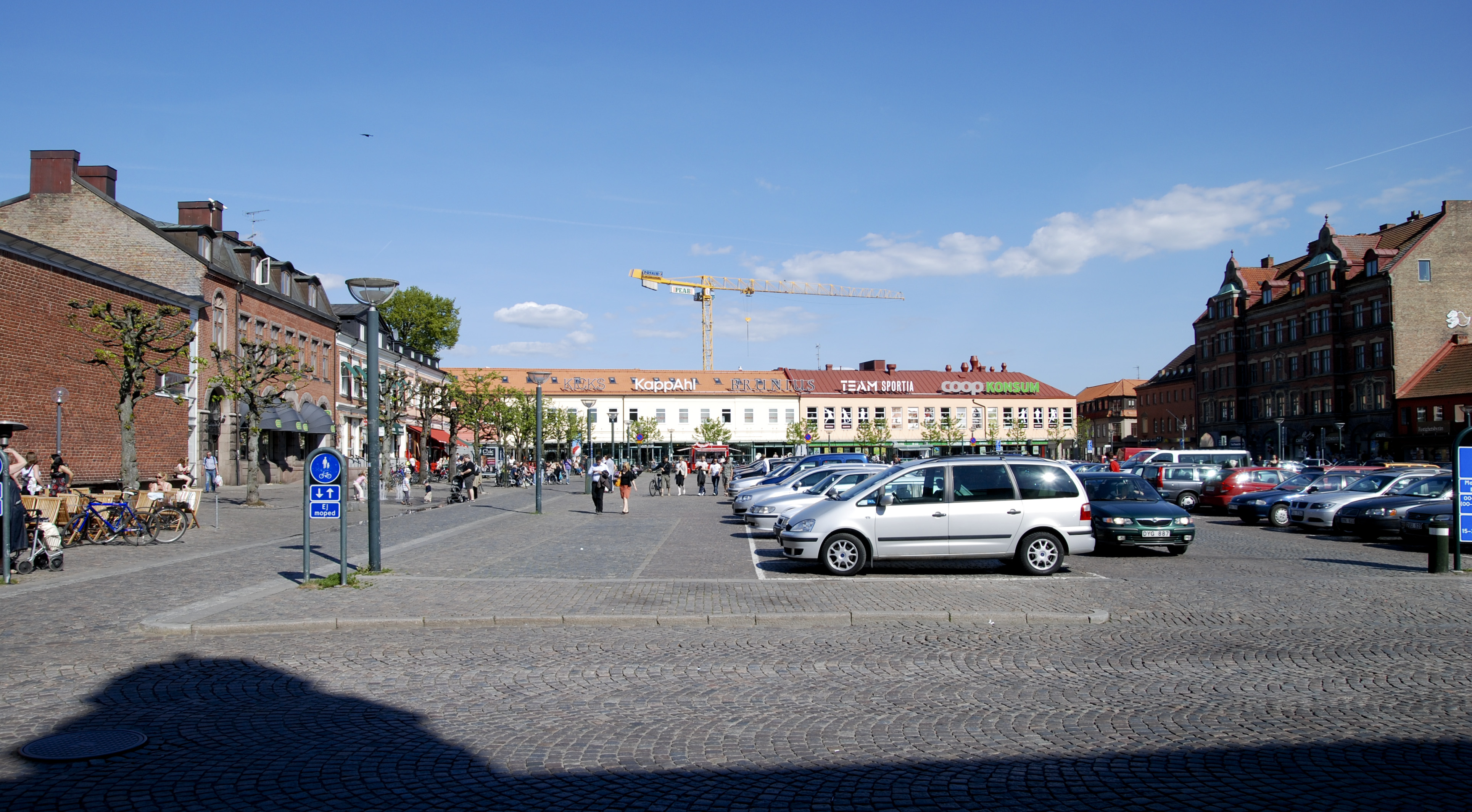
Mårtenstorget, sett österut från Lunds saluhall

Mårtenstorget är ett torg från 1842 i centrala Lund. Namnet kommer av den medeltida Sankt Mårtens kyrka, som legat sydväst om torget vid tidigare Norra Råttsträtet (numera Bankgatan). I äldre tid kallades torget Oxtorget, detta på grund av den där förekommande kreaturshandeln.
Vid torget ligger idag Lunds saluhall, Lunds Konsthall och Krognoshuset. Andra byggnader vid torget är det tidigare Domusvaruhuset och tidigare Torna, Bara och Harjagers Härads Sparbanks bankpalats.
Torget används idag för torghandel, varje måndag till lördag 06.30-14.00 med undantag för helgdagar. Övrig tid används torget som parkeringsplats.
Utanför konsthallen finns ett flertal konstverk, såsom en fontän i gatstenarna och en talarstol samt en bänk.
Lund var i slutet på 1830-talet i behov av ett nytt kreaturtorg, som lämplig plats hade man utpekat Sankt Petri gamla kyrkogård vid Bredgatan. Här låg släkten Borgs familjegrav med färgaren Jöns Petter Borgs föräldrar och farföräldrar. För att bevara kyrkogården skänkte Jöns Petter Borg den mark där Mårtenstorget nu är beläget till staden.  Som villkor för gåvan ställdes ett antal regler, till exempel att marken för Sankt Petri kyrkogård aldrig får bebyggas eller användas till handelstorg.

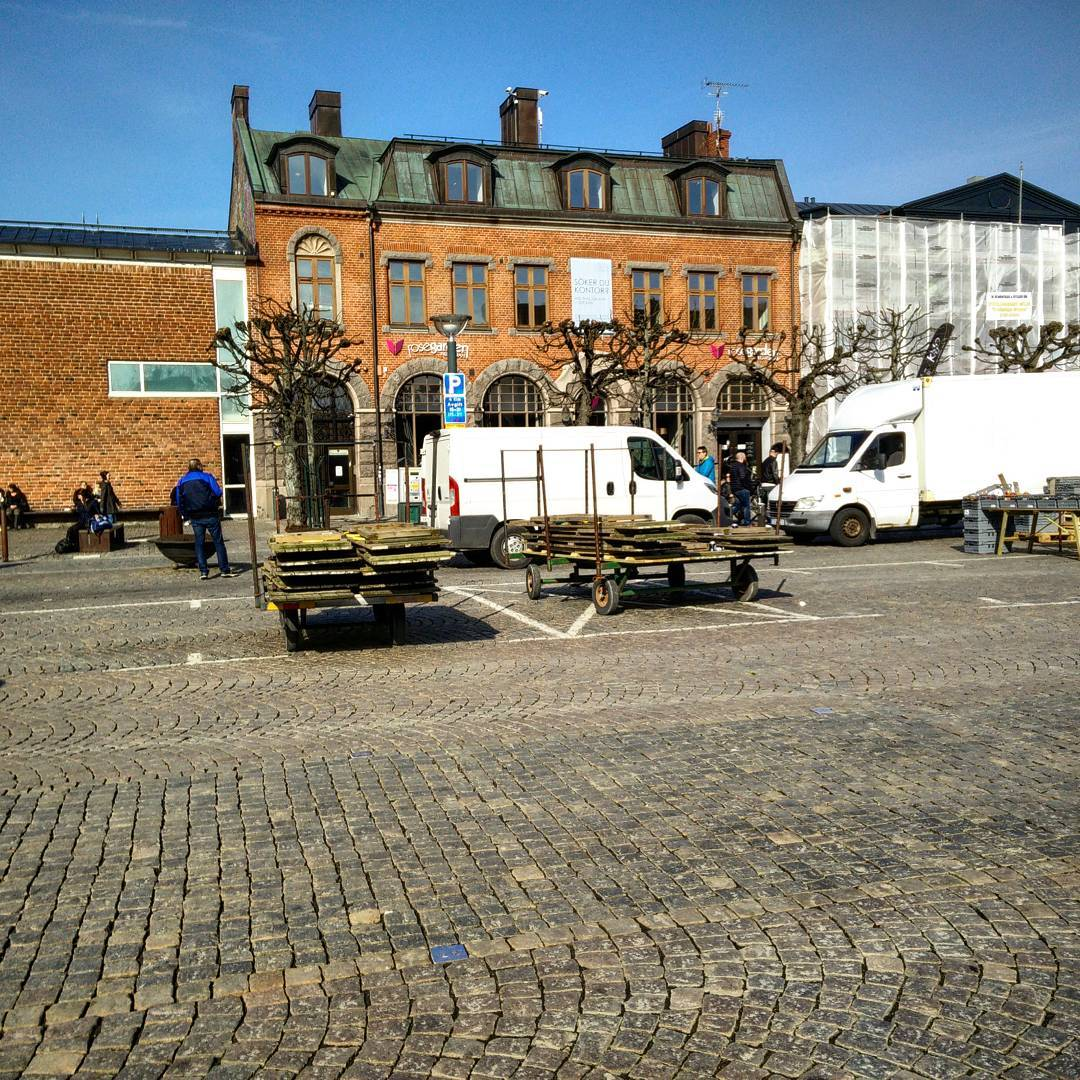
Mårtenstorget 5, gamla Systembolaget.

## Bebyggelse
På torgets östra och västra sidor ligger Domushuset respektive saluhallen. Dess norra och södra sidor markeras också av bebyggelse.
Mårtenstorgets norra sida utgörs helt av kvarteret Döbeln. Utöver konsthallen domineras denna sida av restauranger med uteserveringar.
Mårtenstorgets södra sida utgörs helt av kvarteret Galten.

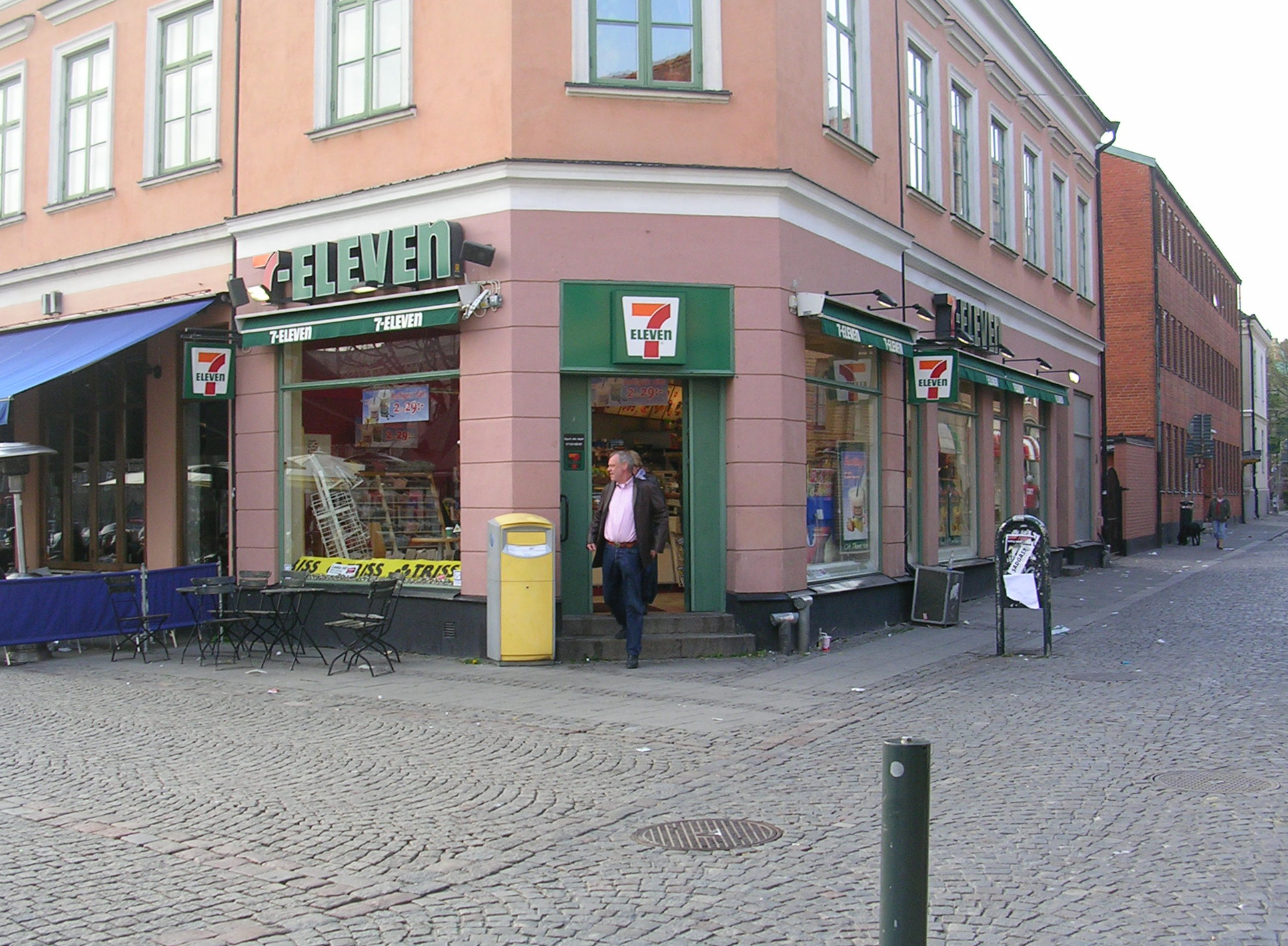
Del av Mårtenstorget 9.

### Norra sidan
- Mårtenstorget 3a, gamla köttbesiktningsbyrån, byggd 1916.
- Mårtenstorget 3b, konsthallen från 1957.
- Mårtenstorget 3c, Krognoshuset.
- Mårtenstorget 5, två våningshus med mansardvåning. Byggdes av Göteborgssystemet och inhyste från 1934 Systembolagets butik. Systembolaget lämnade lokalen år 2012 och något år senare flyttade Rosegarden Neo Asian in där istället.[3]
- Mårtenstorget 7, byggdes 1881.
- Mårtenstorget 9, hörnhus i två våningar byggt 1880.

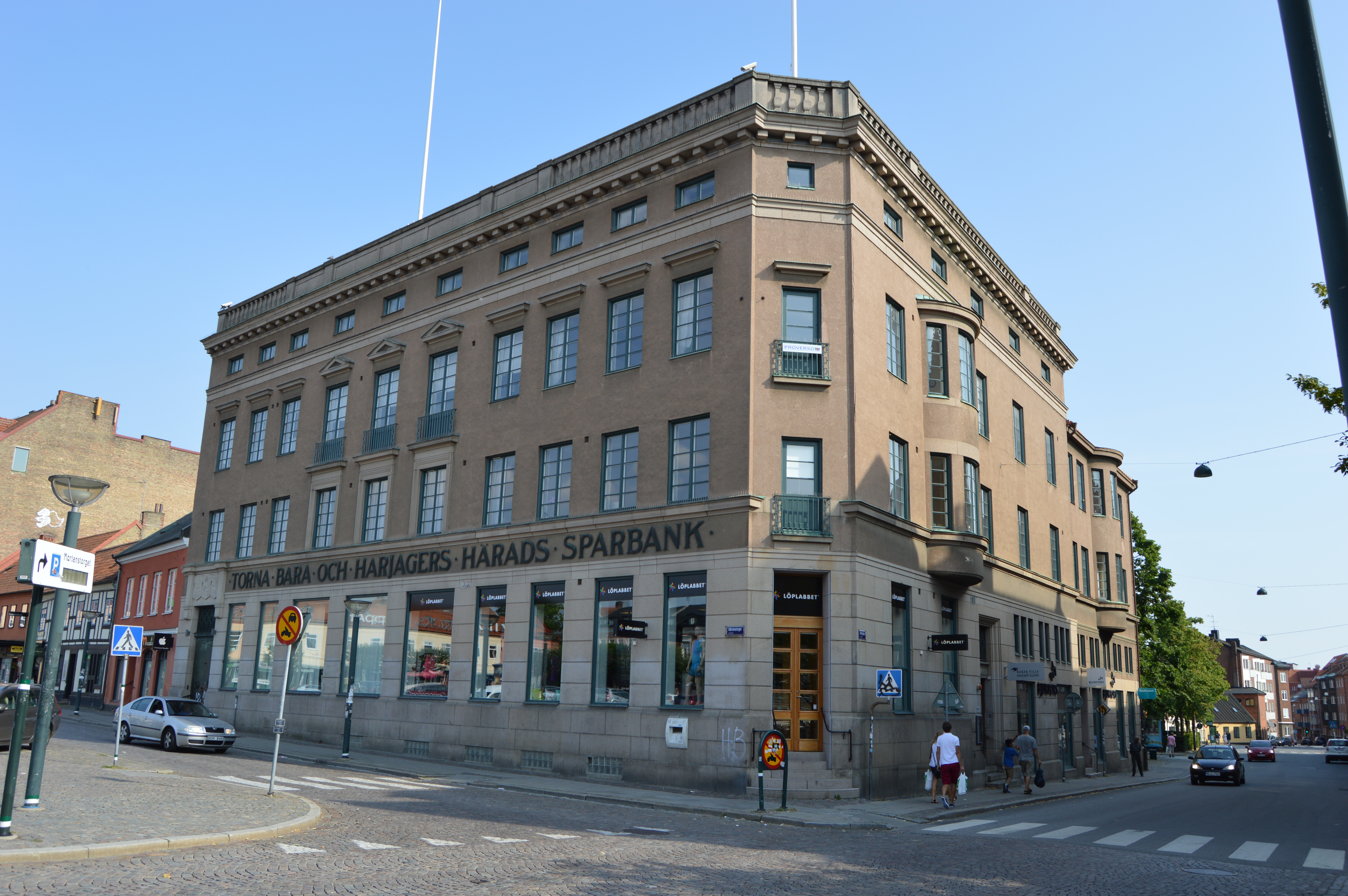
Tornabankens tidigare huvudkontor i hörnet mot Bankgatan.

### Södra sidan
- Mårtenstorget 2-4, Tornabankens tidigare huvudkontor efter Theodor Wåhlins ritningar, invigt 1936. Banken minskade på 2000-talet sin närvaro och gjorde om en del av ytan i markplan till butiksyta med ny entré i gathörnet, för att helt stänga kontoret år 2013. År 2016 öppnade Apoteket AB på Mårtenstorget 4.[4]
- Mårtenstorget 6a, gathus i två våningar byggt 1836.
- Mårtenstorget 6b, gathus i två våningar byggt 1808, ombyggt 1970. Har en ingång till Carlssons trädgård vid en sida.
- Mårtenstorget 8, även kallat TePe-huset, (del av Galten 28, tidigare Galten 23), gathus i två våningar. Uppförd i två omgångar, den sista år 1913, den första innan dess, därefter ombyggd. Namnet Tepe-huset kom av Thure Petterssons herrekipering som länge fanns i bottenvåningen.

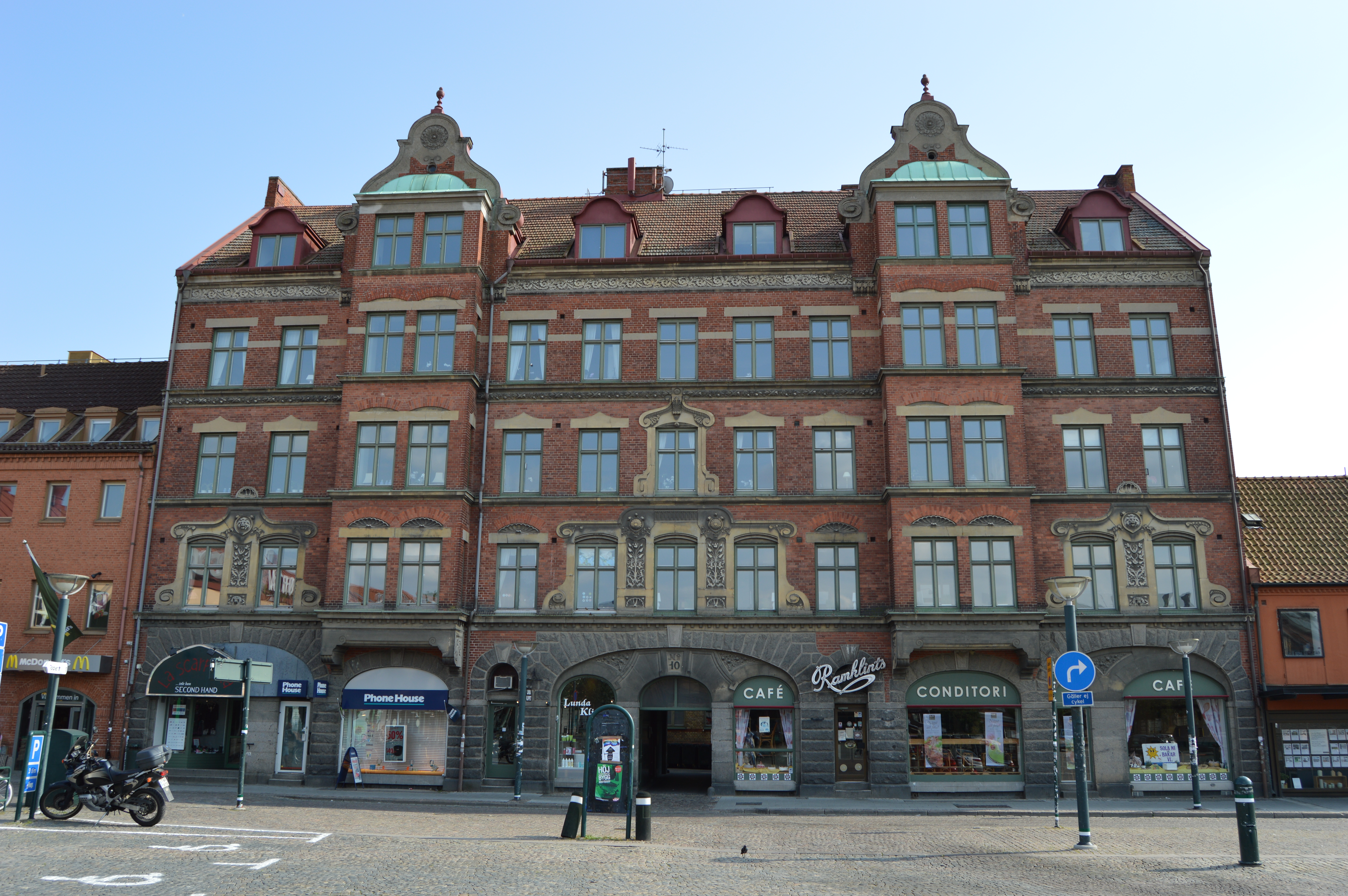
Mårtenstorget 10.

### Mårtenstorget 10
Fastighet: Galten 5. Gathuset i fyra våningar byggt 1906 efter Henrik Sjöströms ritningar.
I bottenvåningen etablerades med tiden ett konditori vid namn Konditori Mårtenssons. Det övertog 1934 av familjen Ramklint. Senare ändrades namnet till Ramklints Conditori.

### Mårtenstorget 12
Fastighet: Galten 25, tidigare del av Galten 19. På tomten låg tidigare ett gatuhus på en våning, ursprungligen byggt 1836.
På 1980-talet byggdes här ett helt nytt hörnhus som stod klart för inflyttning 1986 för Apoteket Hjorten och McDonald's. McDonald's invigdes den 23 oktober 1986 och var kedjans första restaurang i Lund.
Apoteket Hjorten flyttade in den 17 november 1986. Apoteket Hjorten hade ursprungligen grundats på Kungsgatan 1847 och fanns sedan på Västra Mårtensgatan 1923–1986. Apoteket Hjorten övertogs av Apotek Hjärtat i samband med apoteksprivatiseringen.
McDonald's stängde i december 2016. Under år 2017 etablerade sig Pinchos i McDonald's gamla lokal.
Fastigheten ägdes av JM 1995–1998, Vasakronan 1998–2018 och därefter av Stena Fastigheter.